# Línea 501 (Tandil)
La línea 501, o Línea Roja (Tandil), pertenece al partido de Tandil, siendo operada por  Transportes Ciudad de Tandil.

## Recorrido
- Salceda; Casacuberta; Palacios; Independencia; Av. Actis; Colectora Pugliese; Tierra del Fuego; Franklin; Portugal - Belgrano; Moreno; Arana; Av. Colón; Las Heras; Alem; San Martín; Chacabuco; Belgrano; San Lorenzo; 25 de Mayo - Suipacha; Brandsen; Av. Estrada; De los Granaderos; Juldain, Ohers, Av. Estrada,
- Ezeiza; Vélez Sársfield - Constitución; Alberdi; Pinto; Paz; Garibaldi; Av. Colón; Uriburu; Montiel; Av. Marconi; Saavedra; Sarmiento; Av. Buzón; Italia; Primera Junta; Av. Espora - Av. Actis; Independencia, Palacios; Casacuberta; Salceda; Catriel.
- CABECERA CAMPUS UNIVERSITARIO

(Lunes a viernes: 08:00 a 22:00./ Sábado: 08:00 a 13:00.)
Cabana; Los Ombúes; Pédersen; Muñiz; Salceda; (recorrido habitual); Salceda; Muñiz; Pédersen; Los Ombúes; Cabana.
No confiarse con los horarios, pasa a la hora que quiere.